# Marios Vrousai
Marios Vrousai (Grieks: Μάριος Βρουσάι) (Nafpaktos, 2 juli 1998) is een Grieks voetballer van Albanese afkomst die als aanvaller voor Olympiakos Piraeus speelt. Hij debuteerde in 2019 in het Grieks voetbalelftal.

## Carrière
Vrousai speelde in de jeugd van Nafpaktiakos Asteras en Olympiakos Piraeus. In het seizoen 2016/17 zat hij één wedstrijd op de bank bij Olympiakos, maar hij debuteerde het seizoen erna. Dit was op 15 oktober 2017, in de met 0-3 gewonnen bekerwedstrijd tegen AO Acharnaikos. Hij maakte zijn competitiedebuut op 16 april 2018, in een met 5-1 gewonnen thuiswedstrijd tegen PAE Kerkyra. Hij kwam in de 78e minuut in het veld voor Kevin Mirallas en maakte in de 87e minuut de 5-1. In de winterstop van het seizoen 2018/19 werd hij voor anderhalf jaar verhuurd aan Willem II, dat een optie koop bedong. In zijn eerste wedstrijd voor de Tilburgers wist hij meteen te scoren. Tegen NAC Breda maakte hij in de 92e minuut de 2-0 op aangeven van zijn landgenoot Vangelis Pavlidis. Dit was de eerste Griekse combi ooit in de Eredivisie. In zijn tweede seizoen bij Willem II, wat afgebroken werd door de coronacrisis, kwalificeerde de Tilburgse club zich voor de Europa League. De optie tot koop voor Vrousai werd echter niet gelicht, en zodoende keerde hij terug bij Olympiakos.

## Clubstatistieken
| Seizoen                        | Club               | Competitie     | Competitie | Competitie | Beker | Beker | Internationaal | Internationaal | Totaal | Totaal |
| Seizoen                        | Club               | Competitie     | Wed.       | Dlp.       | Wed.  | Dlp.  | Wed.           | Dlp.           | Wed.   | Dlp.   |
| ------------------------------ | ------------------ | -------------- | ---------- | ---------- | ----- | ----- | -------------- | -------------- | ------ | ------ |
| 2016/17                        | Olympiakos Piraeus | Super League   | 0          | 0          | 0     | 0     | 0              | 0              | 0      | 0      |
| 2017/18                        | Olympiakos Piraeus | Super League   | 4          | 1          | 2     | 0     | 0              | 0              | 6      | 1      |
| 2018/19                        | Olympiakos Piraeus | Super League   | 1          | 0          | 3     | 1     | 2              | 0              | 6      | 1      |
| 2018/19                        | → Willem II        | Eredivisie     | 16         | 4          | 2     | 0     | –              | –              | 18     | 4      |
| 2019/20                        | → Willem II        | Eredivisie     | 21         | 2          | 2     | 0     | –              | –              | 23     | 2      |
| 2020/21                        | Olympiakos Piraeus | Super League   | 14         | 2          | 3     | 1     | 4              | 0              | 21     | 3      |
| 2021/22                        | Olympiakos Piraeus | Super League   | 18         | 1          | 6     | 0     | 9              | 0              | 33     | 1      |
| 2022/23                        | Olympiakos Piraeus | Super League   | 7          | 0          | 0     | 0     | 4              | 0              | 11     | 0      |
| Carrièretotaal                 | Carrièretotaal     | Carrièretotaal | 81         | 10         | 18    | 2     | 19             | 0              | 118    | 12     |
| Bijgewerkt op 29 november 2022 |                    |                |            |            |       |       |                |                |        |        |

## Interlandcarrière
Vrousai debuteerde op september 2019 in het Grieks voetbalelftal, in een met 1–0 verloren EK-kwalificatiewedstrijd in en tegen Finland.
| Interlands van Marios Vrousai voor Griekenland | Interlands van Marios Vrousai voor Griekenland | Interlands van Marios Vrousai voor Griekenland | Interlands van Marios Vrousai voor Griekenland | Interlands van Marios Vrousai voor Griekenland | Interlands van Marios Vrousai voor Griekenland |
| №                                              | Datum                                          | Wedstrijd                                      | Uitslag                                        | Soort wedstrijd                                | Doelpunten                                     |
| Als speler bij Willem II                       | Als speler bij Willem II                       | Als speler bij Willem II                       | Als speler bij Willem II                       | Als speler bij Willem II                       | Als speler bij Willem II                       |
| ---------------------------------------------- | ---------------------------------------------- | ---------------------------------------------- | ---------------------------------------------- | ---------------------------------------------- | ---------------------------------------------- |
| 1.                                             | 5 september 2019                               | Finland − Griekenland                          | 1 – 0                                          | EK 2020 Kwalificatie                           | 0                                              |
| 2.                                             | 8 september 2019                               | Griekenland − Liechtenstein                    | 1 – 1                                          | EK 2020 Kwalificatie                           | 0                                              |